# Верхнесидоровский сельсовет
Верхнесидоровский сельсовет (до 1925 года — Черноярский сельсовет) — упразднённый сельсовет в Ярковском районе Тюменской области Российской Федерации. Существовал в 1919—1970 годах.
Административный центр — деревня Верхнесидорово (после 1925), Черноярка (до 1925)

## География
Сельсовет находился на западе Тюменской области, в пределах Западно-Сибирской низменности, в подтаёжной зоне.

### Климат
Климат континентальный с холодной продолжительной зимой и тёплым относительно коротким летом. Средняя температура воздуха самого холодного месяца (января) — −19 °C (абсолютный минимум — −53 °C); самого тёплого месяца (июля) — 18 °C (абсолютный максимум — 34 °С). Продолжительность периода с устойчивыми морозами около 140 дней. Среднегодовое количество атмосферных осадков составляет 400—450 мм, из которых 310 мм выпадает в тёплый период. Продолжительность залегания снежного покрова составляет в среднем 160 дней.

## История
Образован в декабре 1919 года в составе Еланской волости Тюменского уезда Тобольской губернии. как Черноярский сельсовет. В 1925 году Черноярский сельсовет был переименован в Верхнесидоровский сельсовет.
В Сидоровский сельсовет на 1926 год входили: деревня Александровка (Бигтугариново, Шапочка) (чуваши, русские), деревня Бучиновка (русские, румыны), деревня Ивановка (русские), деревня Нижняя Сидорова (русские), деревня Сидорова (Верхняя, Утяшева) (русские), деревня Черноярка (русские).
29 октября 1970 года сельсовет упразднён.